# Lacy-Lakeview
Lacy Lakeview és una població dels Estats Units a l'estat de Texas. Segons el cens del 2000 tenia 5.764 habitants.

## Demografia
Segons el cens del 2000, Lacy Lakeview tenia 5.764 habitants, 2.388 habitatges, i 1.487 famílies. La densitat de població era de 584,1 habitants/km².
Dels 2.388 habitatges en un 31,1% hi vivien nens de menys de 18 anys, en un 42,4% hi vivien parelles casades, en un 15,6% dones solteres, i en un 37,7% no eren unitats familiars. En el 31,5% dels habitatges hi vivien persones soles el 6,7% de les quals corresponia a persones de 65 anys o més que vivien soles. El nombre mitjà de persones vivint en cada habitatge era de 2,41 i el nombre mitjà de persones que vivien en cada família era de 3,07.
Per edats la població es repartia de la següent manera: un 26,2% tenia menys de 18 anys, un 15% entre 18 i 24, un 28,3% entre 25 i 44, un 20,2% de 45 a 60 i un 10,2% 65 anys o més.
L'edat mediana era de 31 anys. Per cada 100 dones de 18 o més anys hi havia 97,9 homes.
La renda mediana per habitatge era de 31.135 $ i la renda mediana per família de 36.962 $. Els homes tenien una renda mediana de 25.272 $ mentre que les dones 21.250 $. La renda per capita de la població era de 15.049 $. Aproximadament el 9% de les famílies i l'11,3% de la població estaven per davall del llindar de pobresa.

## Poblacions més properes
El següent diagrama mostra les poblacions més properes.